# 밀라노 지하철
밀라노 지하철(이탈리아어: Metropolitana di Milano)은 이탈리아 밀라노에 있는 도시 철도 체계이다. 밀라노 교통공사 (아치엔다 트라스포르티 밀라네시, ATM)가 운영하며, 이탈리아에서 가장 길이가 긴 지하철이기도 하다. 2025년 현재 밀라노 지하철에는 총 5개의 노선이 있다. 이들 모두 각기 다른 번호와 색깔로 구별되며, 총 연장 길이는 111.8km이다. 지하철 역 수는 125개이며, 대부분이 지하에 위치해 있다. 하루 평균 이용객은 약 115만 명이다.
첫 번째 노선인 1호선(붉은색)은 1964년에 개통되었으며, 이 노선의 개통으로 밀라노는 로마 다음으로 이탈리아에서 두 번째로 지하철이 생긴 도시가 되었다. 2호선(초록색)은 그로부터 5년 뒤인 1969년에, 3호선(노란색)은 1990년에, 네번째로 지어진 5호선(연보라색)은 2013년에 각각 개통했고 5호선은 2014년과 2015년에 두 차례 연장을 거쳐 완전 개통됐다. 가장 최근에는 다섯번째로 지어진 4호선이 2022년과 2024년 두 차례에 걸쳐 전 구간 개통되었다.

## 역사

초창기 지하철 계획 노선도

밀라노의 지하철 계획은 1914년부터 1925년까지 이뤄졌으며, 런던이나 파리처럼 다른 유럽 국가에 있던 지하 교통 체계를 선례로 삼았다. 1938년 7개 노선에 달하는 지하철 체계를 건설한다는 방안으로 건설 계획이 다시 진행되었지만, 이 또한 제2차 세계대전의 발발과 자금 부족으로 인해 중단되었다.
1952년 7월 3일, 밀라노 시의회는 투표를 통해 지하철 계획을 승인했고 1955년 10월 6일에는 새로운 도시 기반 시설의 건설을 전담할 새로운 회사인 '메트로폴리타나 밀라네세' (Metropolitana Milanese)가 설립되었다. 이 계획에는 시 예산 5억 이탈리아 리라가 들어갔고, 나머지는 대출을 통해 마련했다. 첫 번째 노선의 공사는 1954년 5월 4일 몬테 로사 대로 (viale Monte Rosa)에서 시작되었다. 새로운 노선의 역 설계는 프란코 알비니와 프란카 헬그 건축 사무소가 맡았고 안내표지판은 보브 노르다가 디자인했다. 이 프로젝트로 인해 알비니-헬그와 노르다는 콤파소 도로 상을 수상했다.
첫 번째 구간인 '로토' 역에서 '세스토 마렐리' 역까지의 구간(21개 역)은 7년간의 건설 작업 끝에 1964년 11월 1일 개통했다. 총 길이는 12.5km였고 역 간의 평균 거리는 590m였다. 같은 해 4월에는 두 번째 구간 공사가 시작되었다. 지하철 승객 수는 첫 해 운행을 시작으로 1965년 37,092,315명, 1969년 61,937,192명으로 끊임없이 증가했다.
2호선(초록색)의 카이아초 - 카스치나 고바 역 구간(5개 역)은 5년 후 개통되었다. 1960년대 ~ 1970년대에는 밀라노 지하철의 2개 노선이 공사 완료되었고, 두 노선은 각기 다른 2개의 지선을 가지게 되었다. 1978년 두 노선은 이미 총길이가 각각 17.6 km, 23km에 달했으며, 역 수는 28, 22개였다.
3호선(노란색)의 첫 번째 구간(5개 역)은 9년여 간에 달하는 건설 작업 끝에 1990년 5월 3일 개통되었다. 이 노선은 월드컵이 열리기 바로 전에 개통되었다.
3호선의 남부에 위치한 다른 9개 역은 1991년 개통되었으며, 북부에 위치한 마차키니 역은 2004년 개통되었다.
2005년에는 2호선의 아비아테그라소 역(파마고스타 역과 연결되는 남쪽 지선)과 1호선의 로 피에라역이 문을 열었다. 로 피에로 역과 몰리노 도리노 역 사이에 있는 페로역은 2005년 12월에 문을 열었다. 2011년 초에는 코마시나역까지 이어지는 3호선의 북부 연장 구간 (4개 역)과 2호선의 아사고역 구간(2개 역)이 문을 열었다.
2013년 2월 10일에는 네 번째 노선인 5호선이 새로 개통되었다. 차라 - 비냐미 구간의 7개 역이 문을 열었다. 2차 연장구간인 차라-가리발디 FS 구간은 2014년 3월 1일에 개통되었다. 3차 연장구간인 가리발디 FS-산 시로 스타디오 구간은 7km 길이로서 2015년 4월 29일에 개통되었으나, 일부 중간역은 미개통 상태로 남아 있다가 2015년 11월 전 역이 개업하였다.
2022년 11월 밀라노 지하철 최초의 자동운행노선인 밀라노 지하철 4호선의 리나테 공항-다테오 구간이 개통되었다. 개통 당시 다른 지하철 노선과는 전혀 환승되지 않았으며 일반 철도역인 밀라노 다테오역에서 교외 철도로만 연결되었다. 2023년에는 산 바빌라역까지 연장되어 1호선과 연결되었으며, 2024년에는 밀라노 서부의 산 크리스토포로역까지 연장되어 전 구간이 개통되었다.

### 개통 역사

밀라노 지하철의 확장 과정을 나타낸 노선도.

| 개통 날짜        | 구간                                                            | 노선 |
| ---------------- | --------------------------------------------------------------- | ---- |
| 1964년 11월 1일  | 로토 - 세스토 마렐리                                            |      |
| 1966년 4월 2일   | 파가노 - 감바라                                                 |      |
| 1969년 9월 27일  | 카이아초 - 카시나 고바                                          |      |
| 1970년 4월 27일  | 카이아초 - 첸트랄레                                             |      |
| 1971년 7월 12일  | 첸트랄레 - 포르타 가리발디                                      |      |
| 1972년 12월 4일  | 카시나 고바 - 고르곤촐라                                        |      |
| 1975년 4월 18일  | 감바라 - 인간니                                                 |      |
| 1975년 12월 8일  | 로토 - QT8                                                      |      |
| 1978년 3월 3일   | 포르타 가리발디 - 카도르나                                      |      |
| 1980년 4월 12일  | QT8 - 산 레오나르도                                             |      |
| 1981년 6월 7일   | 카스치나 고바 - 콜로뇨 노르드                                   |      |
| 1983년 10월 30일 | 카도르나 - 포르타 제노바                                        |      |
| 1985년 4월 13일  | 고르곤촐라 - 제사테 포르타 제노바 - 로몰로                      |      |
| 1986년 9월 28일  | 산 레오나르도 - 몰리노 도리노 세스토 마렐리 - 세스토 1° 마조 FS |      |
| 1990년 5월 3일   | 첸트랄레 - 포르타 로마나                                        |      |
| 1990년 12월 16일 | 포르타 로마나 - 로디 TIBB                                       |      |
| 1991년 5월 12일  | 첸트랄레 - 손드리오 로디 TIBB - 산 도나토                       |      |
| 1992년 3월 21일  | 인간니 - 비스첼리에                                             |      |
| 1994년 11월 1일  | 로몰로 - 파마고스타                                             |      |
| 1995년 12월 16일 | 손드리오 - 차라                                                 |      |
| 2003년 12월 8일  | 차라 - 마차키니                                                 |      |
| 2005년 3월 17일  | 파마고스타 - 아비아테그라소                                     |      |
| 2005년 12월 19일 | 몰리노 도리노 - 로 피에라                                       |      |
| 2011년 2월 20일  | 파마고스타 - 밀라노피오리 포룸                                  |      |
| 2011년 3월 26일  | 마차키니 - 코마시나                                             |      |
| 2013년 2월 10일  | 차라 - 비냐미                                                   |      |
| 2014년 3월 1일   | 차라 - 포르타 가리발디                                          |      |
| 2015년           |                                                                 |      |

## 노선
| 노선 | 시종착역                                  | 시종착역               | 개통년도 | 최근 연장년도 | 길이    | 역 수 | 역 사이 평균거리 |
| ---- | ----------------------------------------- | ---------------------- | -------- | ------------- | ------- | ----- | ---------------- |
|      | 로 피에라 / 비셸리에                      | 세스토 1° 마조         | 1964년   | 2005년        | 26.9 km | 38    | 708m             |
|      | 아사고 밀라노피오리 포룸 / 아비아테그라소 | 콜로뇨 노르드 / 제사테 | 1969년   | 2011년        | 39.4 km | 35    | 1126m            |
|      | 코마시나                                  | 산 도나토              | 1990년   | 2011년        | 16.7 km | 21    | 795m             |
|      | 리나테 아에로포르토                       | 산 크리스토포로        | 2022년   | 2024년        | 15km    | 21    | 0.723            |
|      | 산 시로 스타디오                          | 비냐미                 | 2013년   | 2015년        | 12.9 km | 17    |                  |

밀라노 지하철 지형 노선도.

총 5개 노선이 운영중에 있으며, 2호선의 아사고 지선과 북부 구간을 제외한 모든 노선은 지하에서 운행되고 있다.
환승역은 총 9개로, 이들 모두 2개 노선이 만난다. 중앙 철도역이기도 한 첸트랄레역에서는 2호선과 3호선으로, 도시의 중심지로 여겨지는 두오모 역에서는 1호선과 3호선으로, 로레토 역에서는 1호선과 2호선으로, 교외 및 광역 철도의 도시 종착역이기도 한 카도르나역에서는 1호선과 2호선으로, 밀라노 파산테 철도와 만나는 가리발디 FS 역에서는 2호선과 5호선으로, 차라역에서는 3호선과 5호선, 산 바빌라역에서는 1호선과 4호선, 산탐브로조역에서는 2호선과 4호선으로 연결된다.
이 노선들의 총 길이의 80%, 92개역은 밀라노 시 경계 이내에 있다. 하지만 밀라노 이외의 다른 지자체 내에서도 운행되고 있는데, 아사고, 부세로, 카시나데페키, 체르누스코술나빌리오, 콜로뇨몬체레, 제사테, 고르곤촐라, 페로, 로, 세스토산조반니, 비모드로네 등 11개 지자체이다. 밀라노 지하철 체계는 밀라노 총 면적의 20% 정도를 차지하고 있다.
밀라노 지하철은 교외 철도와 연결되며, 11개의 환승역을 가지고 있다.

## 운행

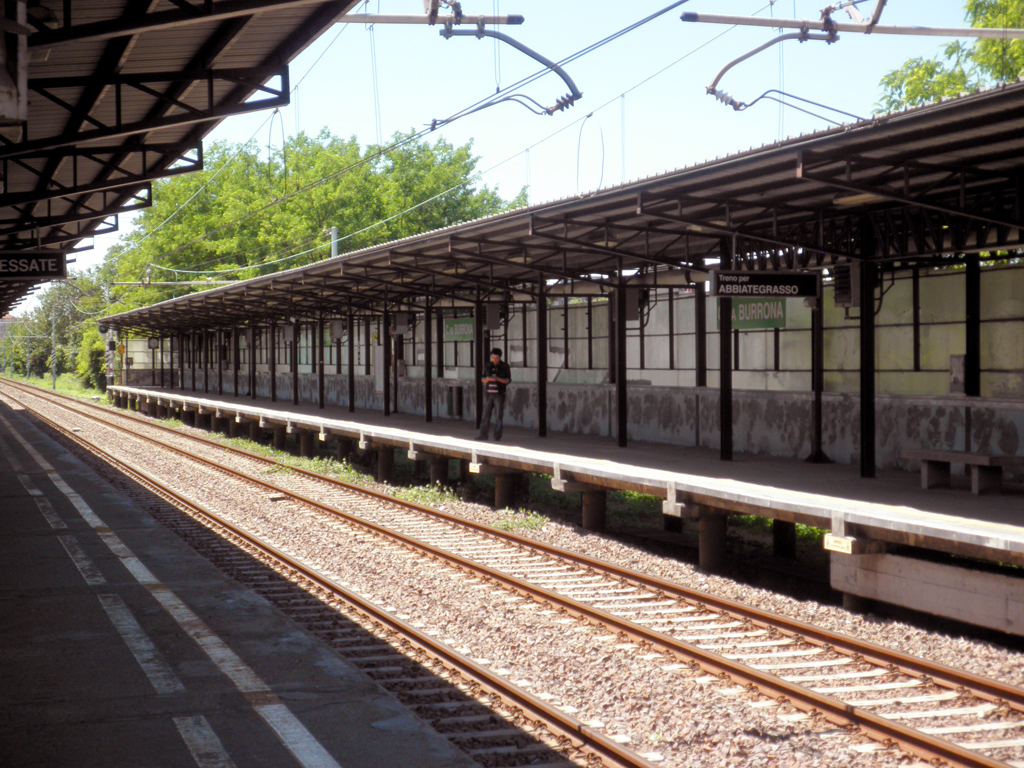
2호선 제사테 지선의 카스치나 부로나 역. 교외에 위치한 지상 역 중 하나이다.

### 승차권

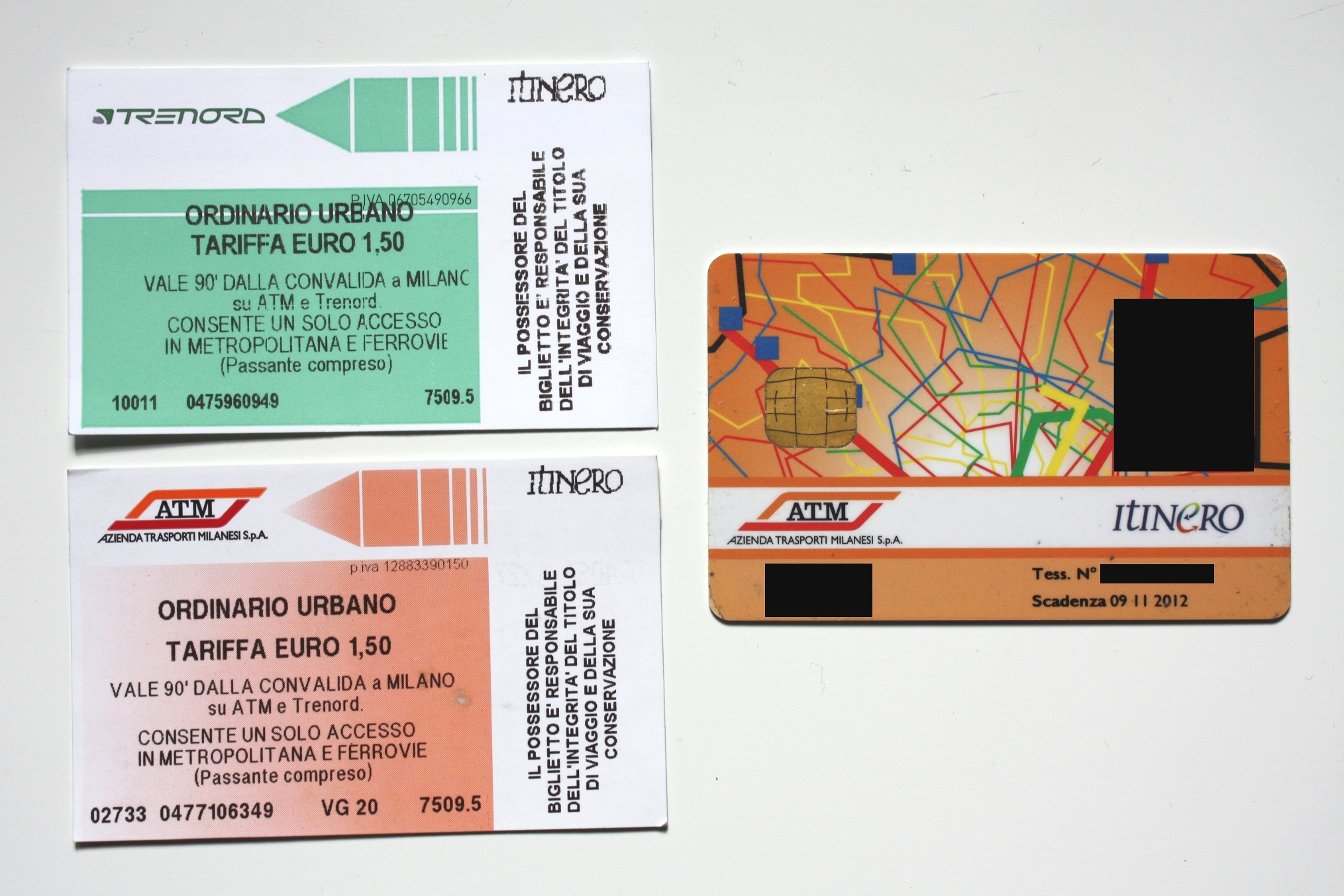
트레노르드 (Trenord)에서 제작한 밀라노 지하철 승차권 (왼쪽 위)과 ATM에서 제작한 같은 승차권 (왼쪽 아래). 오른쪽은 이티네로 스마트 교통카드 (Itinero)인데 왼쪽 아래의 이름칸, 오른쪽의 사진과 카드 번호 칸이 가려져 있다.

Mi1에서 Mi3까지 시내 교통 1인용 여행 승차권의 가격은 €2.00이며, 이 승차권은 밀라노 지자체 내에 있는 모든 버스, 트램, 교외 철도, 지하철 노선에서 유효하다 (시내 요금 구간). 24시, 48시간, 야간 승차권을 포함한 다른 승차권도 이용할 수 있다. Mi1에서 Mi4로의 요금은 €2.40, Mi1에서 Mi9로의 요금은 €4.40이다.
2004년에서 2007년 사이 ATM은 '이티네로 스마트 교통카드' (Itinero)를 도입했다. 이 카드는 정기권으로 요금을 청구할 수 있는 비접촉식 카드 형태로, 기존의 비슷한 종류의 승차권을 종이에서 카드로 대체한 것이다. 2010년 초에는 새로운 스마트카드인 '리카리카미' (RicaricaMi)가 도입되었다. 새로 생긴 이 카드는 충전할 수 있으며, 이동할 때 마그네틱 종이 승차권 대신 사용할 수 있다. 이 카드는 런던 지하철의 오이스터 카드를 모델로 삼았다. 그 외에 다른 승차권을 도입하려는 계획도 존재한다.

### 운행 시간
지하철 운행은 오전 6시에 시작해서 밤 12시 30분에 끝난다. 일요일과 휴일 운행은 보통 원래 시각보다 늦게 시작해서 늦게 끝나는데, 그때마다 다르다. 주말 야간 운행은 버스가 대신하는데, 지하철과 같은 경로를 따라 운행되며 지하철 역과 같은 위치에서 정차한다.
피크 타임대의 배차 시간은 1호선 (중심 구간)의 2분에서 3호선의 3분까지 다양하다. 1호선, 2호선 지선의 배차 시간은 일반적으로 앞서 말한 시간의 두 배이다.

## 기술

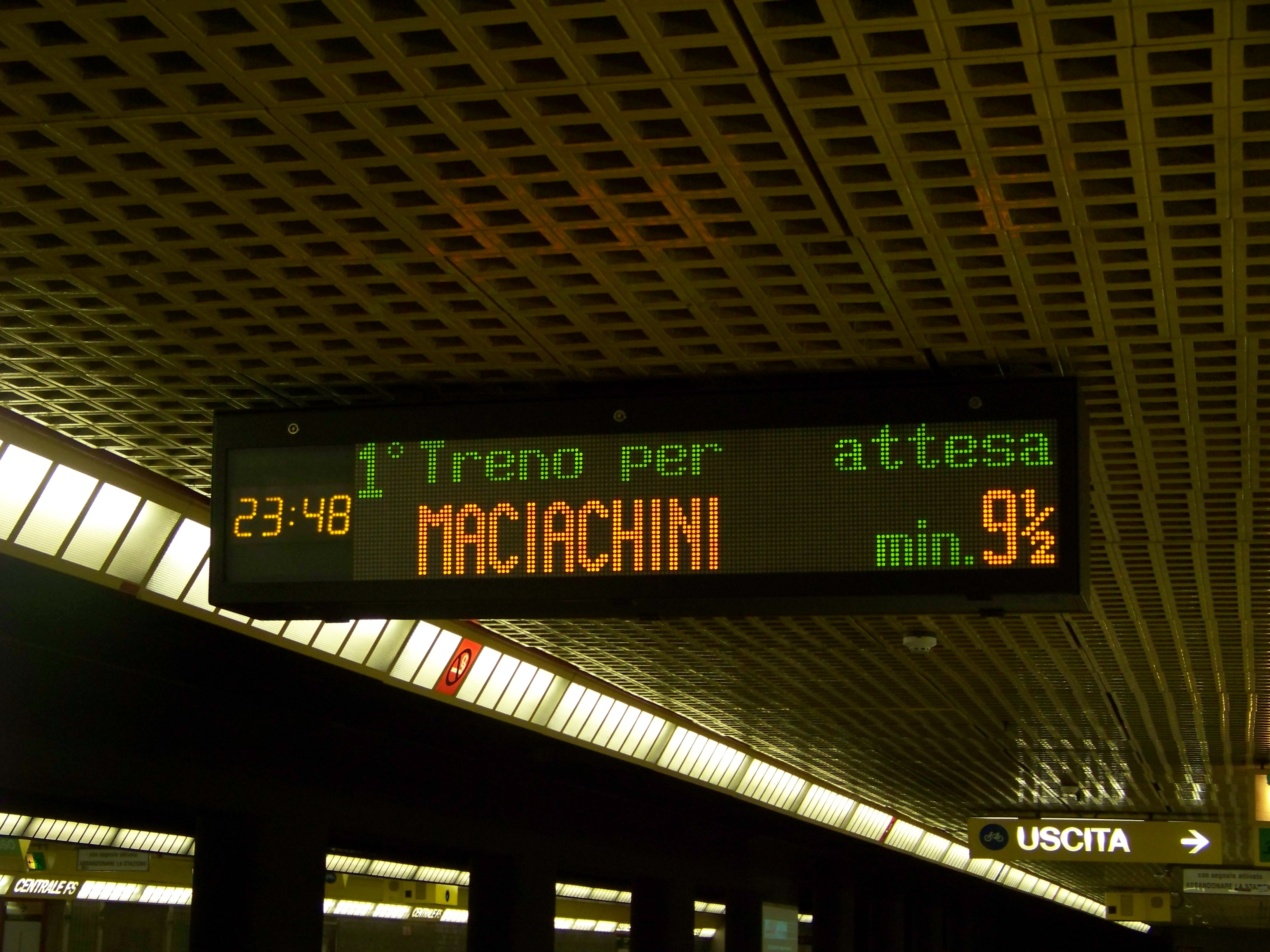
이탈리아어로 대기 시간을 알려주는 LED 화면

모든 노선의 궤간은 1435 mm (4 ft 8½ in) 표준궤이다.
1호선에서 3호선까지의 노선은 중전철 노선이며, 105m 길이의 6칸 차량이 운행된다. 5호선은 경전철 노선으로, 50m 길이의 4칸 차량이 운행된다.
5호선을 제외한 대부분의 노선에는 스크린도어가 설치되어 있지 않다. 다만 5호선에는 전 역에 스크린도어가 있다.

### 전력 공급
2호선과 3호선은 열차에 전류를 공급하는 데 가공 전차선을 사용하며, 1500볼트로 전철화되어있다. 1호선은 750V로 전철화되어있으며 제4궤조 방식을 사용하지만, 일부 직선 구간과 차고에서는 똑같은 제4궤조 선로가 가공 전차선 선로를 떠받친 형태로 되어있기도 하다. 이는 1호선에 있는 차고에 도달하기 위해 1호선 선로를 사용하려는 2, 3호선 차량을 지나가도록 하게 해준다.

### 안내방송
각 역에는 역으로 다가오는 열차들의 목적지와 대기 시간을 보여주는 LED 화면이 설치되어 있다. 모든 역의 플랫폼에서는 녹음 방송이 나온다. 오래된 차량에서는 차량 내 안내방송이 없지만 메네기노 기종의 새 차량과 5호선에서 운행되는 무인 차량에는 LCD 화면과 이탈리아어와 영어로 녹음된 방송이 갖추어져 있다.

### 휴대전화 연결
2009년 12월부터 밀라노 지하철의 모든 역과 열차 내에서 UMTS와 HSDPA 연결이 완전히 가능해졌다.

## 차후 개통 계획

### 노선 연장
몬차 시로 향하는 1호선의 '세스토 1° 마조' - '몬차 베톨라' 구간이 현재 공사 중에 있다. '세스토 레스텔로네' 역이 신설되며, 총 길이는 2 km 정도 될 예정이다. 완공 시기는 원래 2009년으로 예정되어 있었다.
또 1호선의 '비셸리에' 역에서 '바조' 근처까지 더 연장하자는 제안이 있다. 총 길이는 3km이며, 중간 역으로는 '발세시아'가 있다.
2호선에서는 '콜로뇨 노르드' 역에서 '비메르카테'까지 연장하기로 계획되어 있다. 이 구간은 10.8 km 길이에 6개 역 (브루게리오, 카루가테, 아그라테 콜레오니, 콘코레초, 비메르카테 토리 비안케, 비메르카테)이 만들어질 예정이다. 선로의 대부분 (83%)은 지하에 놓여지게 될 것이다.
3호선은 산도나토밀라네세에서 파울로까지 남동부 방향으로 연장하는 것으로 계획되어 있다. 총 길이는 14.8km이며 산도나토, 페스키에라보로메오, 메딜리아, 칼레피오체르카, 파울로, 파울로 동부에 역이 각각 세워질 예정이다. 처음 언급한 세 역은 지하에 있고, 나머지는 지상 역으로 되어 있다. 다만 이 계획은 현재 보류되어 있다.

## 같이 보기
- 밀라노의 교통
- 아치엔다 트라스포르티 밀라네시
- 밀라노 교외 철도
- 도시 철도 목록